# Путята (тысяцкий)
Путя́та — тысяцкий киевского великого князя Владимира Святославича. Его имя со ссылкой на Иоакимовскую летопись упоминает В. Н. Татищев. Согласно Иоакимовской летописи, достоверность которой носит дискуссионный характер, Путята участвовал в крещении новгородцев епископом Иоакимом, новгородским посадником Воробьём Стояновичем и воеводой Добрыней, дядей князя Владимира, откуда, как полагают, происходит поговорка: «Путята крестил новгородцев огнём, а Добрыня мечом», — хотя чаще она звучит по другому: «Путята крестил мечом, а Добрыня огнём», поскольку сказание приписывает именно Добрыне поджог новгородских домов с тем, чтобы отвлечь новгородцев от битвы с Путятой, который временно сражался в меньшинстве. Археологические раскопки в Новгороде академика Янина В. Л. свидетельствуют в пользу версии Татищева.